# Regionala nyheter: Stockholmsdelen
Regionala nyheter: Stockholmsdelen  är ett album från 2011 av Svante Thuresson med temat Stockholmsskildringar.

## Låtlista
1. Rom i regnet (Ulf Lundell) – 4’15
2. Sthlm Sthlm (Olle Ljungström/Heinz Liljedahl) – 4’17
3. Sommar i Stockholm (Mauro Scocco) – 4’16
4. Columbus (Joakim Berg/Martin Sköld) – 4’21
5. Stunder som den här (Bo Kaspers Orkester) – 4’05
6. Stockholm står kvar (Eric Gadd) – 6’28
7. Mina drömmars stad (Måns Zelmerlöw/Moh Denebi/Johan Röhr) – 3’41
8. Hej då (Tomas Andersson Wij) – 5’17
9. En Stockholmstjej igen (Ulf Lundell) – 4’14
10. Balladen om det stora slagsmålet på Tegelbacken (Olle Adolphson) – 4'30
11. Hem till Stockholm (Mauro Scocco) – 4’28

## Medverkande
- Svante Thuresson – sång
- Johan Norberg – gitarr
- Jesper Nordenström – klaviatur
- Dan Berglund – bas
- Jan Robertsson – trummor
- Goran Kajfes – trumpet
- Jonas Knutsson – barytonsaxofon
- Magnus Lindgren – basklarinett, flöjt, altflöjt
- Jörgen Stenberg – marimba, vibrafon

## Listplaceringar
| Lista (2011) | Topplacering |
| ------------ | ------------ |
| Sverige      | 5            |

### Fotnoter
1. ↑  ”Svensk mediedatabas”. http://smdb.kb.se/catalog/id/002725880. Läst 14 augusti 2011.
2. ↑  ”Listplacering”. http://hitparad.se/showitem.asp?interpret=Svante+Thuresson&titel=Regionala+nyheter%3A+Stockholmsdelen&cat=a. Läst 14 augusti 2011.